# P-47 Thunderbolt
Republic P-47 Thunderbolt a fost un avion de vânătoare-bombardament american monoloc.

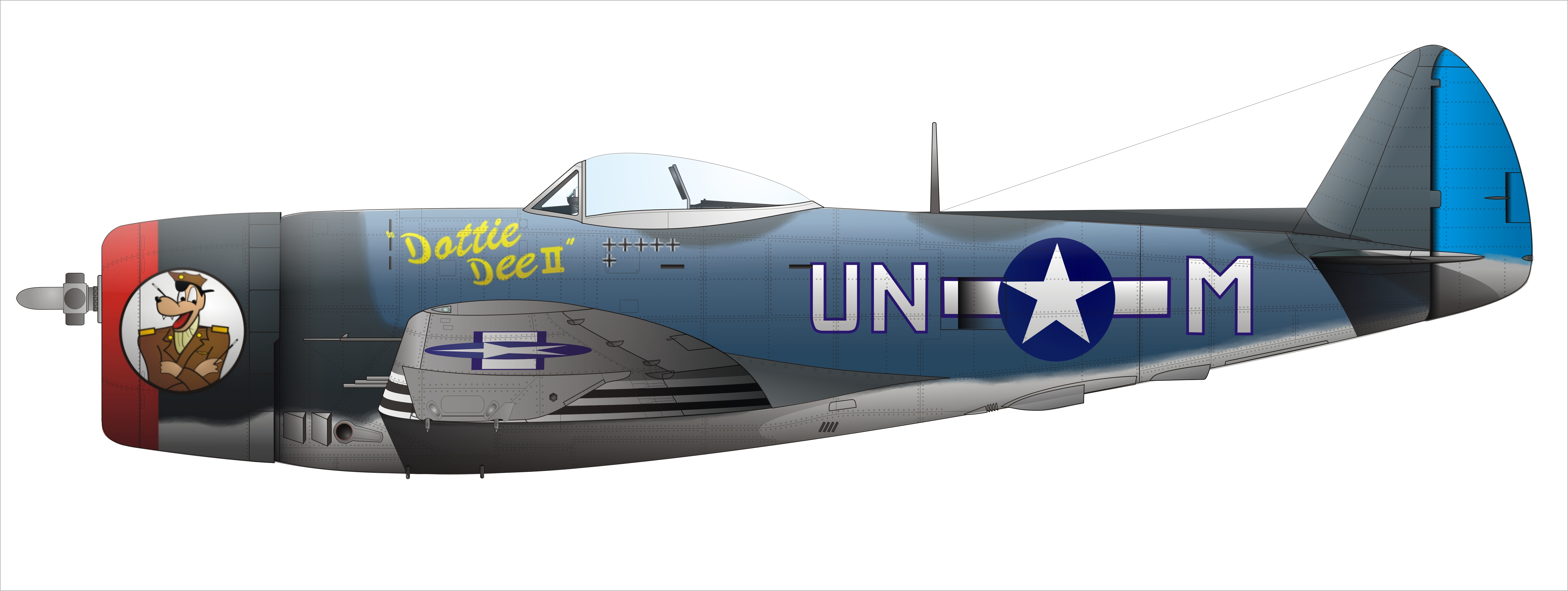
Republic P-47, 1945

A fost un avion puternic, înarmat cu 8 mitraliere Browning M2, câte patru în fiecare aripă. Încărcat complet avea opt tone și putea duce până la 8 rachete de 5 inches și o încărcătură impresionantă de bombe de până la 1100 kg.  
P-47 Thunderbolt a fost unul dintre principalele avioane de vânătoare ale SUA în timpul celui de-al Doilea Razboi Mondial, dar a fost folosit și de alte țări aliate cum ar fi Franța, Marea Britanie, Rusia și Brazilia.  